# Yunus Mallı
Yunus Mallı (* 24. února 1992, Kassel, Německo) je německo-turecký fotbalový záložník, od ledna 2021 hráč klubu Trabzonspor. Na mládežnické úrovni reprezentoval Německo, v seniorské kategorii obléká dres tureckého národního týmu.

## Reprezentační kariéra

### Německo
Mallı reprezentoval Německo v mládežnických kategoriích U17, U18, U19, U20 a U21.
S německou mládežnickou reprezentací do 17 let vyhrál domácí Mistrovství Evropy v roce 2009 po finálové výhře 2:1 nad vrstevníky z Nizozemska.

Zúčastnil se Mistrovství světa hráčů do 17 let 2009 v Nigérii, kde mladí Němci vypadli v osmifinále proti Švýcarsku po výsledku 3:4 po prodloužení.
Trenér Horst Hrubesch jej nominoval na Mistrovství Evropy hráčů do 21 let 2015 konané v Praze, Olomouci a Uherském Hradišti.

### Turecko
V reprezentačním A-mužstvu Turecka debutoval 13. 11. 2015 v přátelském zápase v Dauhá proti domácímu Kataru (výhra 2:1).
Zúčastnil se EURA 2016 ve Francii.